# Мухамбетов, Бисенгали
Бисенгали Мухамбетов (21 мая 1908 — 10 января 1966) — автоматчик 227-го гвардейского стрелкового полка 79-й гвардейской стрелковой дивизии 8-й гвардейской армии 1-го Белорусского фронта, гвардии красноармеец, участник Великой Отечественной войны, кавалер ордена Славы трёх степеней.

## Биография
Родился 21 мая 1908 года в посёлке Лубенка ныне Чингирлауского района Уральской области (Казахстан) в семье крестьянина. Казах. Член КПСС с 1943 года. Окончил 7 классов. Работал в колхозе. В Красной армии с января 1942 года.
На фронте в Великую Отечественную войну с апреля 1943 года. Член ВКП(б)/КПСС с 1943 года. Автоматчик 227-го гвардейского стрелкового полка (79-я гвардейская стрелковая дивизия, 8-я гвардейская армия, 1-й Белорусский фронт) гвардии красноармеец Бисенгали Мухамбетов 1 августа 1944 года в числе первых переправился на левый берег реки Висла и в бою на плацдарме в районе польского села Железна Стара, увлекая за собой других бойцов, первым ворвался в расположение противника, уничтожив в бою трёх гитлеровцев.
За мужество и отвагу, проявленные в боях, 5 ноября 1944 года гвардии красноармеец Мухамбетов Бисенгали награждён орденом Славы 3-й степени (№ 204469).
17 января 1945 года в бою севернее польского города Опава при прорыве обороны противника автоматчик 227-го гвардейского стрелкового полка (79-я гвардейская стрелковая дивизия, 8-я гвардейская армия, 1-й Белорусский фронт) гвардии красноармеец Бисенгали Мухамбетов одним из первых ворвался в неприятельскую траншею и в рукопашной схватке уничтожил нескольких гитлеровцев.
За мужество и отвагу, проявленные в боях, 17 февраля 1945 года гвардии красноармеец Мухамбетов Бисенгали награждён орденом Славы 2-й степени (№ 37913).
В бою 2 марта 1945 года в районе населённого пункта Хотенов (Германия) автоматчик 227-го гвардейского стрелкового полка (79-я гвардейская стрелковая дивизия, 8-я гвардейская армия, 1-й Белорусский фронт) гвардии красноармеец Бисенгали Мухамбетов первым поднялся в атаку и увлёк за собой бойцов. Из личного оружия он поразил двух вражеских солдат, гранатой подавил пулемётную точку противника.
Указом Президиума Верховного Совета СССР от 31 мая 1945 года за образцовое выполнение заданий командования в боях с немецко-фашистскими захватчиками гвардии красноармеец Мухамбетов Бисенгали награждён орденом Славы 1-й степени, став полным кавалером ордена Славы.
В 1945 году гвардии старшина Мухамбетов демобилизован. Жил в посёлке Новопетровка Чингирлауского района Уральской ныне Западно-Казахстанской области Казахстана. Работал председателем колхоза. Скончался 10 января 1966 года.

## Награды
- орден Славы I степени(31.05.1945) Мухамбетов Басингаиш[4]
- орден Славы II степени(17.02.1945) Мухамбетов Басингаш[5]
- орден Славы III степени (5.11.1944) Мухамбетов Басенгали[6]
  - медали, в том числе:
  - «За победу над Германией в Великой Отечественной войне 1941—1945 гг.» (1945)[7]
  - «За взятие Берлина» (1945)[8]